# 733
Раннє Середньовіччя. Триває чума Юстиніана. У Східній Римській імперії продовжується правління Лева III. Більшу частину території Італії займає Лангобардське королівство, деякі області належать Візантії. У Франкському королівстві формально править династія Меровінгів при фактичній владі в руках Карла Мартела. В Англії триває період гептархії. Авари та слов'яни утвердилися на Балканах. Центр Аварського каганату лежить у Паннонії. Існують слов'янські держави: Карантанія та Перше Болгарське царство.
Омеядський халіфат займає Аравійський півострів, Сирію, Палестину, Персію, Єгипет, Північну Африку та Піренейський півострів. У Китаї править династія Тан. Індія роздроблена. В Японії почався період Нара. Хазарський каганат підпорядкував собі кочові народи на великій степовій території між Азовським морем та Аралом. Відновився Тюркський каганат.
На території лісостепової України в VIII столітті виділяють пеньківську й корчацьку археологічні культури. У VIII столітті продовжилося швидке розселення слов'ян. У Північному Причорномор'ї співіснують різні кочові племена, зокрема булгари, хозари, алани, авари, тюрки, кримські готи.

## Події
- Карл Мартел продовжує виганяти маврів із захоплених ними земель у Франкському королівстві, принагідно відбираючи церковні землі й роздаючи їх своїм васалам.
- Візантійський флот, посланий василевсом Левом III Ісавром на захоплення бунтівної Равенни, розкидав у морі шторм. Жителі міста успішно оборонили його.
- Герцог Аквітанії Едо Великий зрікся на користь своїх синів Гунальда і Гаттона.

## Померли
- 4 лютого — Аґата-Інуакаї но Мітійо, японська аристократка і поетеса періоду Нара.
- Святий Герман